# Stockport (Ohio)
Stockport è un villaggio degli Stati Uniti d'America, situato nello stato dell'Ohio, in particolare nella contea di Morgan.